# Marc Fonteu
Marc Fonteu o també Marc Fontei (en llatí Marcus Fonteius) va ser un magistrat romà del segle i aC. Era fill de Gai Fonteu. Formava part de la gens Fonteia, una gens romana d'origen plebeu procedent de Tusculum.
Ciceró menciona les magistratures que va exerciren l'ordre següent: triumvir, però no se sap si per l'establiment d'una colònia o del tresor, qüestor entre els anys 86 aC i 83 aC, legat amb títol de proqüestor a la Hispània Ulterior l'any 83 aC, i després enviat també com a legat a Macedònia on va lluitar contra tribus tràcies. Va ser pretor cap a l'any 76 aC i va governar la Gàl·lia Narbonense del 76 al 73 aC, i el 75 aC va enviar subministraments i reclutes a Metel Pius i Gneu Pompeu que estaven ocupats en la guerra contra Sertori a Hispània i per això va haver de fer exaccions que van ser denunciades pels provincials.
L'any 73 aC va tornar a Roma però no va ser acusat d'extorsió i mal govern fins al 69 aC en què Marc Pletori Cestià i Marc Fabi les van dirigir. El testimoni de càrrec principal va ser Induciomarus, el cap dels al·lòbroges. Va ser acusat també de defraudar creditors quan era qüestor, d'imposar una taxa altíssima al vi de Narbona, i de vendre exempcions de reparacions de vies de comunicacions que finalment van esdevenir intransitables. Però Fonteu, defensat per Ciceró, tot i que era segurament culpable, va ser absolt. El discurs de defensa de Ciceró, Pro Fonteio, es conserva en part.